# سپاه هجدهم هوابرد
سپاه هجدهم هوابرد از سپاه‌های نیروی زمینی ایالات متحده است که از سال ۱۹۴۲ به وجود آمده و در جنگ جهانی دوم فعالیت بسیاری داشته است. این سپاه برای پاسخ سریع در هر جای جهان طراحی شده و به آن سپاه پیشامدهای اضطراری آمریکا گفته می‌شود. مقر آن در فورت برگ، کارولینای شمالی است.
سپاه هجدهم توسط قانون دفاع ملی سال ۱۹۲۰ تأسیس و در ۲۹ ژوئیه ۱۹۲۱ در ارتش منظم ایالات متحده آمریکا تشکیل شد. ستاد و گروهان ستاد در ۲۳ اوت ۱۹۲۲ با پرسنل ذخیره سازمان‌یافته به عنوان واحدهای "ارتش منظم غیرفعال" در دالاس، تگزاس سازماندهی شدند. گروهان ستاد در ۱۱ ژانویه ۱۹۲۷ از ناحیه سپاه هشتم خارج شد، به ناحیه سپاه هفتم اختصاص یافت و در ۳ اوت ۱۹۲۷ در کانزاس سیتی، میسوری سازماندهی شد و در ۱۲ اکتبر ۱۹۳۱ به سیوکس سیتی، آیووا منتقل شد. ستاد سپاه در ۱ اکتبر ۱۹۳۳ از ارتش منظم خارج و منحل شد، در حالی که گروهان ستاد همچنان به ارتش منظم اختصاص داشت.
سپاه هجدهم هوابرد در جنگ جهانی دوم، نبرد آردن، تهاجم متفقین به آلمان، جنگ خلیج فارس، جنگ علیه تروریسم، جنگ در افغانستان، جنگ عراق و عملیات عزم راسخ حضور داشت.